# Won Woo-Young
Won Woo-Young (en coreano: 원우영; Seúl, 3 de febrero de 1982) es un deportista surcoreano que compitió en esgrima, especialista en la modalidad de sable.
Participó en los Juegos Olímpicos de Londres 2012, obteniendo una medalla de oro en la prueba por equipos. Ganó tres medallas en el Campeonato Mundial de Esgrima entre los años 2006 y 2014.

## Palmarés internacional
| Juegos Olímpicos   | Juegos Olímpicos      | Juegos Olímpicos  | Juegos Olímpicos  |
| Año                | Lugar                 | Medalla           | Prueba            |
| ------------------ | --------------------- | ----------------- | ----------------- |
| 2012               | Londres (Reino Unido) | Medalla de oro    | Sable por equipos |
| Campeonato Mundial |                       |                   |                   |
| Año                | Lugar                 | Medalla           | Prueba            |
| 2006               | Turín (Italia)        | Medalla de bronce | Sable individual  |
| 2010               | París (Francia)       | Medalla de oro    | Sable individual  |
| 2014               | Kazán (Rusia)         | Medalla de plata  | Sable por equipos |